# Калейдоскоп жахів (фільм)
«Калейдоскоп жахів» — кінофільм, створений у співпраці Джорджа Ромеро та Стівена Кінґа за коміксами жахів 50-х років. Стрічка складається з 5 кіноновел, що вирвались з відібраної в хлопчика й викиненої його татом на смітник книжки коміксів.

## Сюжет

### Пролог
Дія починається ввечері, очевидно перед Геловіном. Хлопчик Біллі Гопкінс отримує покарання від свого жорстокого батька Стена за те, що читав комікс жахів «Кріпшоу». Стен викидає комікс у смітник і жаліється на сина дружині. Біллі злий на батька і раптом чує звук за вікном. Персонаж коміксу, скелет Кріп, манить хлопчика до себе та знімає кришку смітника.

### День батька
Сільвія Ґрентем зустрічається з родичами в родинному маєтку. Вони обговорюють спільну таємницю: тітка Беделія колись убила свого батька, скупого та владного Нейтана Ґрентема, який накопичив багатства злочинним шляхом. Новий чоловік племінниці Сільвії Кесс, Генк Блейн, з недовірою слухає цю історію.
Беделія кожні 7 років відвідує могилу батька. В спогаді розкривається яким комічно вередливим і підступним був Нейтан. Беделія вбила його попільничкою, яка потім неодноразово з'являється в інших новелах. Випадково Беделія розливає пляшку віскі на могилу. Огидного вигляду труп Нейтана вилазить з-під землі, вимагаючи торт на День батька. Він мститься Беделії, задушивши її, та починає вбивати решту родину. Спершу повсталий мрець розчавлює Генка надгробком, потім викручує шию Сільвії; він також убиває кухарку, місіс Денверс. Наостанок Нейтан дарує Кесс і племіннику Сільвії Річарду відрубану голову Сільвії, прикрашену, як торт. Їхня подальша доля лишається невідомою.

### Самотня смерть Джорді Верілла
Пришелепкуватий фермер Джорді Верріл бачить як на його ферму падає метеорит. Торкаючись до метеорита, він обпікає пальці. Джорді фантазує як продасть метеорит, але мріє про мізерну ціну — 200 доларів — якраз аби виплатити банківську позику. Він обливає метеорит водою, внаслідок чого він тріскає й виливає сяйливу блакитну рідину. Вирішивши потім склеїти метеорит, Джорді не звертає уваги на рідину, що контактує з його шкірою.
Пальці Джорді вкриваються чимось, схожим на траву. Він намагається викликати лікаря, але передумує це зробити, коли уявляє як лікар відріже їх. З часом дивна речовина зумовлює ріст трави по всій фермі Джорді, а також на його шкірі. Джорді панікує та напивається.
Згодом Джорді прокидається, думаючи, що все це був сон. До того часу трава вкрила все на фермі, а також утворила зелену бороду в Джорді. Фермер набирає ванну, щоб полегшити свербіж від трави, але його відвідує привид померлого батька, який з'являється в дзеркалі та попереджає, що саме вода і потрібна рослинам. Коли свербіж стає нестерпним, Джорді піддається спокусі й залазить у ванну.
Наступного ранку ферма Джорді повністю вкрита щільними шарами інопланетної рослинності, а сам Джорді перетворився на жмуток рослин у формі людини. У відчаї він застрелюється. Прогноз погоди повідомляє, що очікуються помірні температури та сильні дощі — ідеальні умови для росту рослин, які вже поширилися за межі ферми.

### Нехай приплив тебе поглине
Річард Вікерс — злий і безжальний багатій, який проте завжди говорить жваво і жартівливо. Він відвідує молодого чоловіка Гаррі Вентворта, з яким його дружина Беккі має роман. Річард дає послухати запис стривоженого голосу Беккі та погрожує, що з нею станеться «щось дуже погане», якщо Гаррі не поїде з ним.
Обоє їдуть на безлюдний пляж, де вже є підготована яма. Річард погрожує пістолетом і примушує Гаррі залізти в яму й закопати самого себе в пісок. За це він обіцяє показати йому перед смертю Беккі. Зрештою Гаррі лишається по шию в піску; невдовзі його досягне приплив і затопить чоловіка. Річард встановлює телевізійну камеру та відеомагнітофон для запису смерті Гаррі. Він також показує телевізор, на якому показується відео з Беккі, яка також похована по шию в піску, а приплив уже омиває її обличчя. Річард каже Гаррі, що він і Беккі мають шанси вижити, якщо затримають дихання достатньо довго, щоб вода розмила пісок. Річард покидає Гаррі та вирушає до свого пляжного будинка, звідки з задоволенням спостерігає як до його жертв підступає вода. Гаррі клянеться помститися Річарду.
Через кілька годин Річард повертається до «могили» Гаррі, щоб забрати касету з відеозаписом. Гаррі там немає, проте Річард впевнений, що його тіло просто віднесло течією. Пізніше вночі Річард чує голоси, які кличуть його, а таємнича постать легко обходить систему безпеки в будинку. Виявляється, Гаррі та Беккі повернулися з мертвих аби помститися. Річард стріляє в них, але кулі не завдають месникам шкоди. Він барикадується у спальні, та Беккі з Гаррі вже опинилися там. Обоє глузують з Річарда, який божевільно сміється.
Через деякий час повсталі з мертвих коханці закопали Річарда по шию на березі моря. Вони йдуть під воду, лишивши вкриту водоростями відеокамеру для запису майбутньої смерті свого кривдника.

### Скриня
Майк Латімер, прибиральник з Університету Горлікса, впускає монету, що скочується до підвалу. Намагаючись дістати монету, він натрапляє на старовинну скриню, сховану під сходами. Він телефонує професору Декстеру Стенлі, щоб повідомити про знахідку. Декстер у цей час перебуває на вечірці. Також там присутній найкращий друг Декстера, лагідний професор Генрі Нортрап, і дружина Генрі Вілма. Вона принижує чоловіка та всіх інших навколо. Генрі мріє вбити дружину, але не наважується це зробити.
Стенлі зустрічає Майка і обоє відчиняють скриню. Там виявляється волохата істота, схожа на мавпу, що кусає Майка за руку. Попри невеликі розміри, істота пожирає Майка цілком, залишаючи лише його понівечений черевик. Тікаючи з лабораторії, Декстер стикається з аспірантом Чарлі Джересоном, якому він гарячково пояснює, що сталося. Чарлі не вірить, але погоджується допомогти. Вони виявляють, що скриня знову опинилася під сходами. Істота стрибає на Чарлі і вбиває його, а Декстер тікає, забравши черевик Майка.
Декстер боїться, що в смерті Майка та Чарлі тепер звинуватять його. Він приходить до будинку Генрі та розповідає про істоту зі скрині. Тоді Генрі придумує спосіб позбутися своєї дружини за допомогою істоти. Він додає в напій Декстера снодійне та пише дружині записку, де його шукати. Він заманює Вілму під сходи, намагаючись розбудити істоту. Коли Вілма лає чоловіка за те, що він дарма її викликав, чудовисько прокидається та починає її їсти.
Наступного ранку Генрі розповідає Декстеру як закрив істоту в скрині та затопив її в кар'єрі за містом. Вони домовляються мовчати про зникнення трьох жертв чудовиська. Генрі та Декстер не знають, що істота вижила і вибралася зі скрині.

### Вони завжди повзуть до тебе
Апсон Пратт — прагматичний бізнес-магнат, який живе в герметично закритому пентхаусі, обладнаному електричними замками та камерами спостереження. Причина цього — мізофобія. Апсон спілкується з іншими людьми лише через телефон. Якось увечері він дізнається, що його бізнес-суперник, Норман Кестонмайєр, покінчив життя самогубством, і вельми цьому радіє. Під час розмови Пратт помічає таргана та підозрює, що їх більше. Фанатично ненавидячи комах, Пратт намагається вбити таргана. Незабаром комусь вдається додзвонитися на приватну лінію Пратта. Виявляється, що телефонувала вдова Нормана Кестонмайєра Ленор, яка проклинає Пратта за те, що він довів чоловіка до самогубства. Апсон насміхається з її горя, а вдова бажає йому найстрашнішої смерті. Знайшовши шматочки тарганів у своєму кухонному комбайні, Апсон змушує прислати працівника посеред ночі, щоб він потруїв тарганів.
Незабаром Апсон виявляє ще більше тарганів у коробці з пластівцями, але жодного йому не вдається вбити. Його робітник, містер Вайт, з'являється біля дверей Пратта і обіцяє викликати службу фумігації, виказуючи тоном голосу своє презирство до Апсона. В місті стається відімкнення електрики. Пентхаус занурюється в темряву і безліч тарганів виповзають звідусіль. Коли комахи оточують Апсона, він вмикає аварійне живлення та намагається викликати поліцію по допомогу. Поліція відмовляється приїхати через відсутність світла, як і містер Вайт, який застряг у ліфті. Тікаючи від тарганів, Апсон замикається в кімнаті, де йому чується голос Ленор. Там виявляється купа тарганів, у Апсона стається інфаркт.
Коли електрика повертається, з трупа Апсона через рота виповзають численні таргани, заповнюючи кімнату. Містер Вайт телефонує до нього, знущально розпитуючи в чому справа, але не отримує відповіді.

### Епілог
Наступного ранку двоє збирачів сміття знаходять комікс на узбіччі дороги. Вони бачать на останніх сторінках рекламу ляльки вуду, але засмучені тим, що форму її замовлення вже хтось вирізав. У будинку Стен скаржиться своїй дружині, що в нього болить шия. Виявляється, це Біллі користується лялькою вуду, щоб спричиняти в батька болі, штрикаючи у ляльку шпилькою.
Зображення Біллі, що штрикає ляльку, стає обкладинкою наступного випуску «Creepshow». Скелет Кріп тримає цей комікс і зловісно сміється, коли поруч гасне свічка.

## У ролях

### Пролог і епілог
- Джо Гілл — Біллі Гопкінс
- Том Аткінс — Стен Гопкінс
- Том Савіні — сміттяр

### День батька
- Джон Лормер — Нейтан Ґрентем
- Вівека Ліндфорс — Бедія Ґрентем
- Ед Гарріс — Генк Блейн
- Керрі Най — Сільвія Ґрентем
- Ворнер Шок — Річард Ґрентем

### Самотня смерть Джорді Верілла
- Стівен Кінґ — Джорді Верілл
- Бінго О'Меллі — батько Джорді

### Нехай приплив тебе поглине
- Леслі Нільсен — Річард Вікерс
- Тед Денсон — Гаррі Вентворт
- Гейлен Росс — Бекі Вентворт

### Скриня
- Гел Голбрук — Генрі Нортрап
- Едріенн Барбо — Вілма Нортрап
- Фріц Вівер — Декстер Стенлі
- Дон Кіфер — прибиральник Майк

### Вони завжди повзуть до тебе
- Є. Г. Маршалл — Апсон Претт
- Девід Ерлі — містер Вайт
- Нед Бітті — Боб Бін (голос)

## Факти
- Італійська версія фільму не включає епізод «Самотня смерть Джорді Верілла», в німецькій відсутній епізод «Скриня». Але на відео фільм вийшов повністю.
- Спецефекти до фільму робив Том Савіні.
- Хлопчика, показаного в пролозі та епілозі до фільму, зіграв син Стівена Кінґа Джо Кінґ.
- В усіх п'яти епізодах можна побачити в різних сценах одну й ту саму попільничку.
- Замість личинок в очах зомбі в першому епізоді ворушаться «Rice Krispies» — американський «різновид» наших кукурудзяних паличок.
- У фіналі епізоду «Самотня смерть Джорді Верілла» представлений дорожній покажчик, який містить напис «Кастл-Рок» — вигадане місто, що його письменник часто використовує у своїх творах.
- Тед Денсон, що зіграв Гаррі Вентворта в епізоді «Нехай приплив тебе поглине», в одному з своїх телеінтерв'ю прохопився, що коли фільмували сцену, де він був у гримі зомбі, на знімальний майданчик прийшла його маленька донька. Тед усіляко намагався сховатись від неї, щоб не налякати, проте коли вона його спіткала, то просто промовила: «О, тату. Привіт!».
- Усі меблі, використані при фільмуванні епизоду «Вони наповзають на тебе», по закінчанні зйомок були передані армії спасіння разом з усіма тарганами.
- Персонажі епізоду «Скриня» з іменами Табіта й Річард названі так на честь дружини Стівена Кінґа Табіти Кінґ і псевдоніма Кінґа Річарда Бахмана.
- В епізоді «Самотня смерть Джорді Верілла» можна помітити, як герой Стівена Кінґа дивиться фільм по телевізору. Це стрічка 1941 року «Якою зеленою була моя рівнина» режисера Джона Форда.
- Журнал коміксів «Калейдоскоп жахів» намалював Джейк Кеймен.
- Ідея епізоду «Самотня смерть Джорді Верілла» зародилася в Кінґа при прослуховуванні пісні «Воно звалилось з неба» («It Came Out of the Sky») «Creedence Clearwater Revival»
- В епізоді «Самотня смерть Джорді Верілла» останнього зіграв сам письменник.